# 31 minutos
31 minutos est un programme de télévision chilien créé par la société de production Aplaplac, propriété de Pedro Peirano et Álvaro Díaz. Il a été diffusé à partir du 15 mars 2003 dans plusieurs pays de l'Amérique latine. Au Chili, il a été diffusé par la télévision nationale chilienne (TVN) ; au Mexique par Once TV et par Nickelodeon dans d'autres pays du continent.
Le nom de l'émission fait une référence parodique à 60 minutos (du nom de l'ancien journal télévisé de la TVN pendant les années 1980). Trois saisons ont été tournées : 2003, 2004 et 2005. L'émission a donné lieu à un film de cinéma, sorti au Chili le 27 mars 2008. Début en UCV Télévision le 20 novembre 2013.